# إدارة العملاء المحتملين
إدارة العملاء المحتملين هي مجموعة من المنهجيات، والأنظمة، والممارسات المصممة لاستجلاب عملاء جدد محتملين في قطاع الأعمال التجارية، تعمل بشكل عام عن طريق مجموعة من الحملات أو البرامج التسويقية. تسهل إدارة العملاء المحتملين اتصال الشركة بين الإعلان الصادر إلى المستهلك وردود الفعل الخاصة به. العمليات مصممة للاستراتيجيات الخاصة بمعاملات الشركة والعمليات التي تستهدف المستهلك بشكل مباشر. تُعتبر إدارة العملاء المحتملين مقدمة لإدارة المبيعات، وإدارة علاقات العملاء، وإدارة تجارب العملاء. يسهل هذا الاتصال المهم ربحية الشركات عن طريق اكتساب عملاء جدد، والبيع للعملاء الحاليين، وإنشاء علامة تجارية في السوق. يُشار إلى هذه العملية بشكل أدق باسم إدارة اقتناء العملاء أيضًا.
تخلق المبادئ العامة لإدارة العملاء المحتملين هيكلًا منظمًا لإدارة أحجام متطلبات الشركات، التي يطلق عليها اسم العملاء المحتملين عادة. تخلق هذه العملية هيكلًا لتنظيم البيانات، وتوزيعها على المراحل المختلفة لعملية البيع، ومن خلال قوة المبيعات الموزعة. بفضل وجود الإنترنت وعدة أنظمة تكنولوجية أخرى، أصبحت التكنولوجيا محور هذه العملية بشكل سريع، إذ حولت الشركات التي تطبق نظام إدارة العملاء المحتملين معظم عملها اليدوي السابق إلى أنظمة مؤتمتة، على الرغم من أن التفاعل الشخصي مع متطلبات العملاء المحتملين ما يزال عاملًا رئيسيًا لنجاحها.
يُعتبر الهدف من مبادرة إدارة العملاء المحتملين الفعالة، إلى جانب الممارسات الخاصة بالأعمال التجارية المرتبطة بها مثل التسويق، وتطوير العلامة التجارية، والإعلان، والمبيعات، هو توليد عائد جديد، وزيادة معدل الظهور، وتحسين السلوكيات العامة للعملاء المحتملين والعامة على نطاق واسع بهدف تطوير الشركة في المستقبل.
في حين يكون تكون عملية إدارة العملاء المحتملين سهلة التنفيذ، فمن الممكن أن تصبح معقدة عند تفاعل العملاء، والعملاء المحتملين، ومحترفي البيع. تخلق التفاعلات والأحداث المتلاحقة مجموعة من النتائج المحتملة التي تكون مثمرة أو غير مثمرة بالنسبة إلى تطور الشركة. يخلق هذا العدد المتزايد من السيناريوهات انقطاعات وظيفية، وبمعنى آخر، يخلق احتمالات مهمة لإساءة التعامل مع أحد الطلبات ما يقلل أو يدمر قيمته المحتملة. تُعتبر الإدارة الملائمة لهذه السيناريوهات وظيفة إدارة العملاء المحتملين، وهي أساس نظام برمجي مثل نظام أتمتة التسويق.

## هيكلة إدارة العملاء المحتملين

### جذب العملاء المحتملين
من الممكن أن يرتبط جذب العملاء المحتملين بآلاف المنهجيات والتقنيات التسويقية. على أي حال، وبغض النظر عن كيفية تحقيق ذلك، ومن وجهة نظر هيكلية، تُعتبر إدارة العملاء المحتملين القدرة على جذب اهتمام المستهلك وجمع بيانات كافية للتحقق من اهتماماتهم، وتحديد أولوياتهم، ومن ثم الاتصال بهم.

### تحسين إدارة العملاء المحتملين
نظرًا لعمل كبار الموردين مع منظمات شريكة مثل الموزعين، والبائعين، والوسطاء، وشركاء قنوات آخرين، عادة ما يوزع هؤلاء الموردين العملاء المحتملين على شركائهم لتوفير اتصال محلي مع العملاء المحتملين، وأيضًا «تزويد» الشركاء بفرص أعمال تجارية محتملة. توجد طريقتان رئيسيتان لتوزيع مبيعات الأعمال المحتملين على الشركاء، هما: الدفع والجذب.
الدفع: ترسل طريقة الدفع العملاء المحتملين إلى شركاء معينين مفترضة أن هؤلاء الشركاء سيتابعون العملاء ويحاولون معهم. يكمن التحدي في إستراتيجية الدفع في عدم قدرة طاقم المبيعات في القطاع المحلي على التواصل فورًا مع العملاء المحتملين نظرًا لعدة أسباب منها كونهم في إجازة.
الجذب: أُنشئت طريقة الجذب لتحفيز طاقم المبيعات على «جذب» العملاء المحتملين من نظام متاح على الإنترنت، وبالتالي إيكالهم إلى شخص معين أثناء عملهم.